# Szepesy Gyula
Szepesy Gyula (Dömsöd, 1913 – Budapest, 2001. január) magyar leíró nyelvész.  Az ún. „tötö” nyelv vagy tötözés kifejezés egyik megalkotója.

## Élete[2]
Édesapja Szepesy Gyula, Dömsöd adóügyi jegyzője, majd főjegyzője volt. Két testvére született. Középiskolai tanulmányait a budapesti Fasori Evangélikus Gimnáziumban végezte. A latin nyelvet olyan magas fokon elsajátította, hogy nyolcadikos korában díjat nyert egy Horatius-óda fordításával. A gimnáziumban ógörögöt is tanult, és németül levelezett finn gyerekekkel. De magyartanára ösztönzésére megtanult finnül is. Először magyar–latin szakra szeretett volna beiratkozni a Pázmány Péter Tudományegyetemre, de a latin nyelv csökkenő szerepe miatt magyar–német szakra jelentkezett, később pedig felvette az olaszt is.
Poliglott volt, aki összesen kb. 20 nyelven beszélt. Finnországban két hónapot töltött még egyetemistaként egy evangélikus papnál. A második világháborúban tartalékos tisztként Finnországba küldték, és tolmácsként részt vett az 1939/40-es téli háborúban. Később még néhányszor visszatért oda. Svéd nyelvi előadásokat is hallgatott, tanára Valdemar Langlet, a budapesti svéd nagykövetség tanácsosa volt.

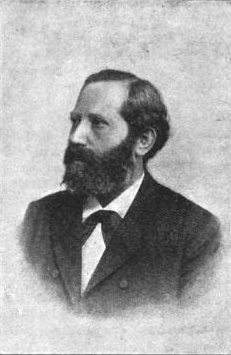
Carl Arendt német nyelvész

1939-ben védte meg doktori disszertációját Az isten-adta-féle szerkezetek a finnugor nyelvekben címmel, ami a Magyar Nyelvtudományi Társaság kiadványai között abban az évben meg is jelent, és amiben Carl Arendt német nyelvész álláspontját bírálta, aki az isten-adta szerkezet adta elemét igés szerkezetnek tartotta, Szepesy azonban igeneves szóösszetételként jellemezte.
Középiskolai tanárként nyolc évig tanított a budapesti Mester utcai Felsőkereskedelmi Iskolában. Oroszul úgy tanult meg, hogy a háború végén egy orosz őrnagy lakott náluk majdnem egy évig. 1945-ben kiadta az Orosz-Tolmács Kézikönyvet, kezdetben latin betűkkel. Ezt követően néhány évig Magyar–Szovjet Társaság országos központjában működött lektorként és szerkesztőként, majd a KSH Budapesti Városi Igazgatóságához került mint nemzetközi statisztikus és szakfordító. 1973-tól 1980-ig az Országos Fordító- és Fordításhitelesítő Irodánál dolgozott lektorként, ahonnan 1980-ban ment nyugdíjba, de ezután is, szinte haláláig dolgozott még a fordítóirodánál.
Tagja volt a Tudományos Ismeretterjesztő Társulatnak (TIT) és a Magyar Nyelvtudományi Társaságnak. Mindkét helyen sok előadást tartott, és nyelvészeti, nyelvművelő cikkei jelentek meg olyan szakfolyóiratokban, mint a Magyar Nyelv, a Magyar Nyelvőr és az Édes Anyanyelvünk. Ez utóbbiban szerkesztőbizottsági tag is volt. Tudományos tevékenysége valójában nyugalomba vonulása után bontakozott ki.
A Nyelvi babonák című könyve 1986-ban jelent meg. A. Jászó Anna így összegzi a tartalmát:
„Ebben a világosan megfogalmazott, jól és gazdagon adatolt könyvben Szepesy Gyula a nyelvművelés izgalmas és kényes kérdését tárgyalja: azt, hogy mik a tévtanok, és kik terjesztik őket. Nyelvi babonát – vagyis tévtant – terjesztenek azok, akik idegenszerűségnek, például germanizmusnak mondanak olyan jelenségeket, melyek nem azok; vagy egyéni szeszélyből kárhoztatnak kifogástalan nyelvi eszközöket. Olyan izgalmas kérdéseket tesz fel, mint mennyi lehet nyelvünkben a babonák száma, milyen mélyrehatóan érintik nyelvünk rendszerét, hogyan nyilvánulnak meg az általános nyelvhasználatban, honnan származnak? A könyv élén a létige + határozói igenév szerkezettel kapcsolatos tévhit bemutatása áll. Az a jelenség, hogy sokan az említett szerkezetet germanizmusnak vélik, s a határozói igeneves szerkezet helyett befejezett melléknévi igenevest használnak, pl. az utca ki van világítva helyett ezt: az utca kivilágított. Ezt a helytelen használatot tötö-nyelvnek nevezte el.”
Nyelvészeti munkái mellett fordításai is ismertek, pl. Ammianus Marcellinus Róma története című műve. Egyik fordításával díjat nyert az Ókortudományi Társaság pályázatán. 1984-ben magánkiadásban megjelentette a Horatius legszebb ódáit.
Halála után özvegye bronzmedált vehetett át annak elismeréseként, hogy ő is részt vett Finnország Szovjetunió elleni függetlenségi küzdelmében.

## Főbb művei
- Szepesy Gyula: Az isten-adta-féle szerkezetek a finnugor nyelvekben = A Magyar Nyelvtudományi Társaság Kiadványai 47., Budapest, 1939 (Doktori disszertáció; Hasonmás Kiadás, Budapest, 1978)
- Szepesy Gyula: Isten-adta, madár-látta, Magyar Nyelv 78, 52–67, 1982
- Szepesy, Gyula. Nyelvi babonák (magyar nyelven). Budapest: Gondolat (1986). Hozzáférés ideje: 2015. március 28.

## Fordításai
- Ammianus Marcellinus: Róma története, ford.: Szepesy Gyula, Budapest, Európa Könyvkiadó, 1993
- Horatius legszebb ódái, ford.: Szepesy Gyula, Budapest, Szerzői kiadás, 1984